# Trii
Trii – część miasta Strzelno, w województwie kujawsko-pomorskim, w powiecie mogileńskim, w gminie miejsko-wiejskiej Strzelno. Rozpościera się w rejonie ulicy Dąbrowskiej, na północny zachód od strzeleńskiej starówki. Jest to jedyna nazwana część miasta Strzelna w systemie TERYT.